# Roszków (Krzyżanowice)
Roszków (deutsch Roschkau) ist eine Ortschaft in Oberschlesien. Administrativ liegt sie in der Gemeinde Krzyżanowice (Kreuzenort) im Powiat Raciborski (Landkreis Ratibor) in der Woiwodschaft Schlesien.

## Geografie

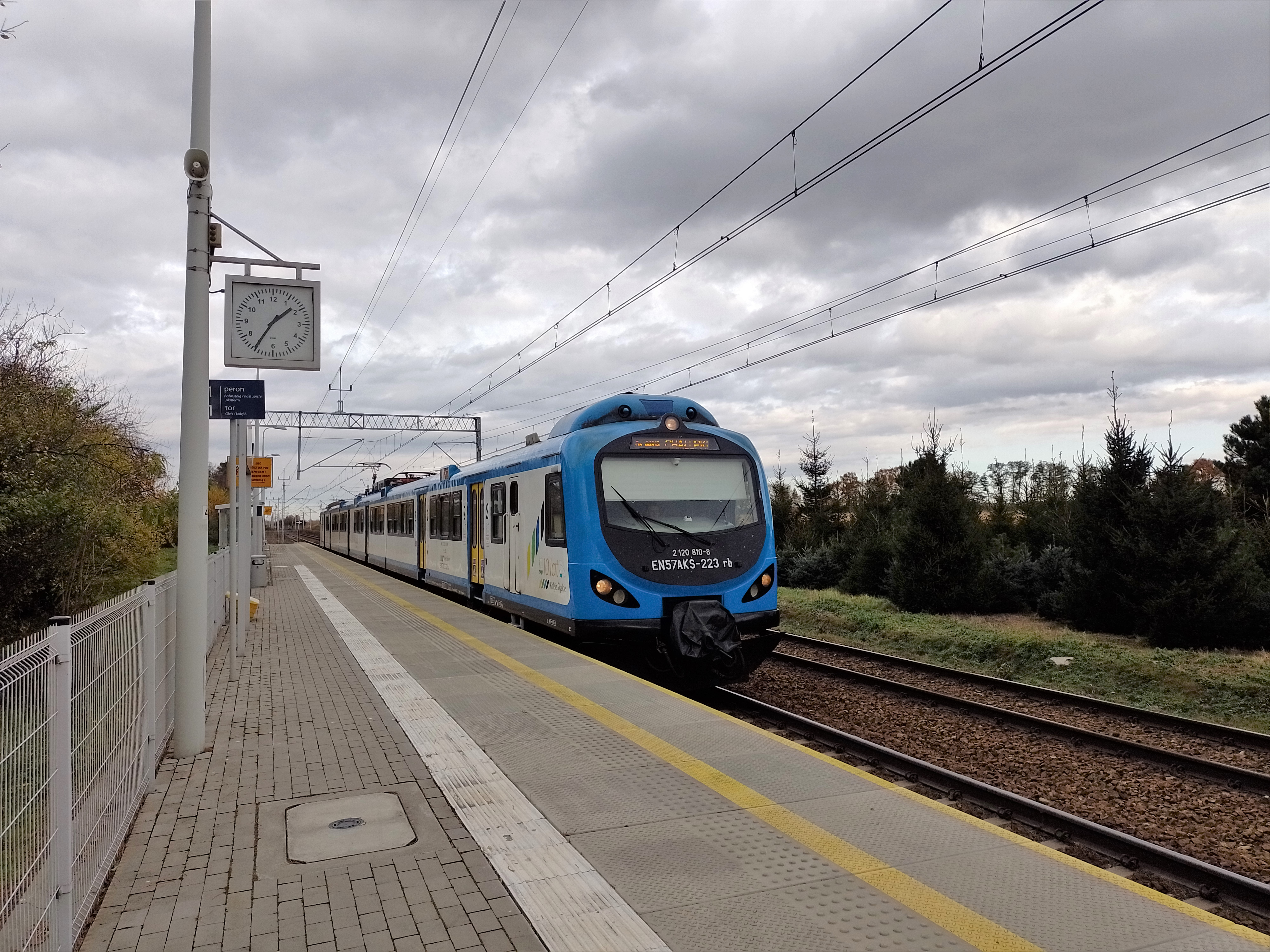
Bahnhaltepunkt

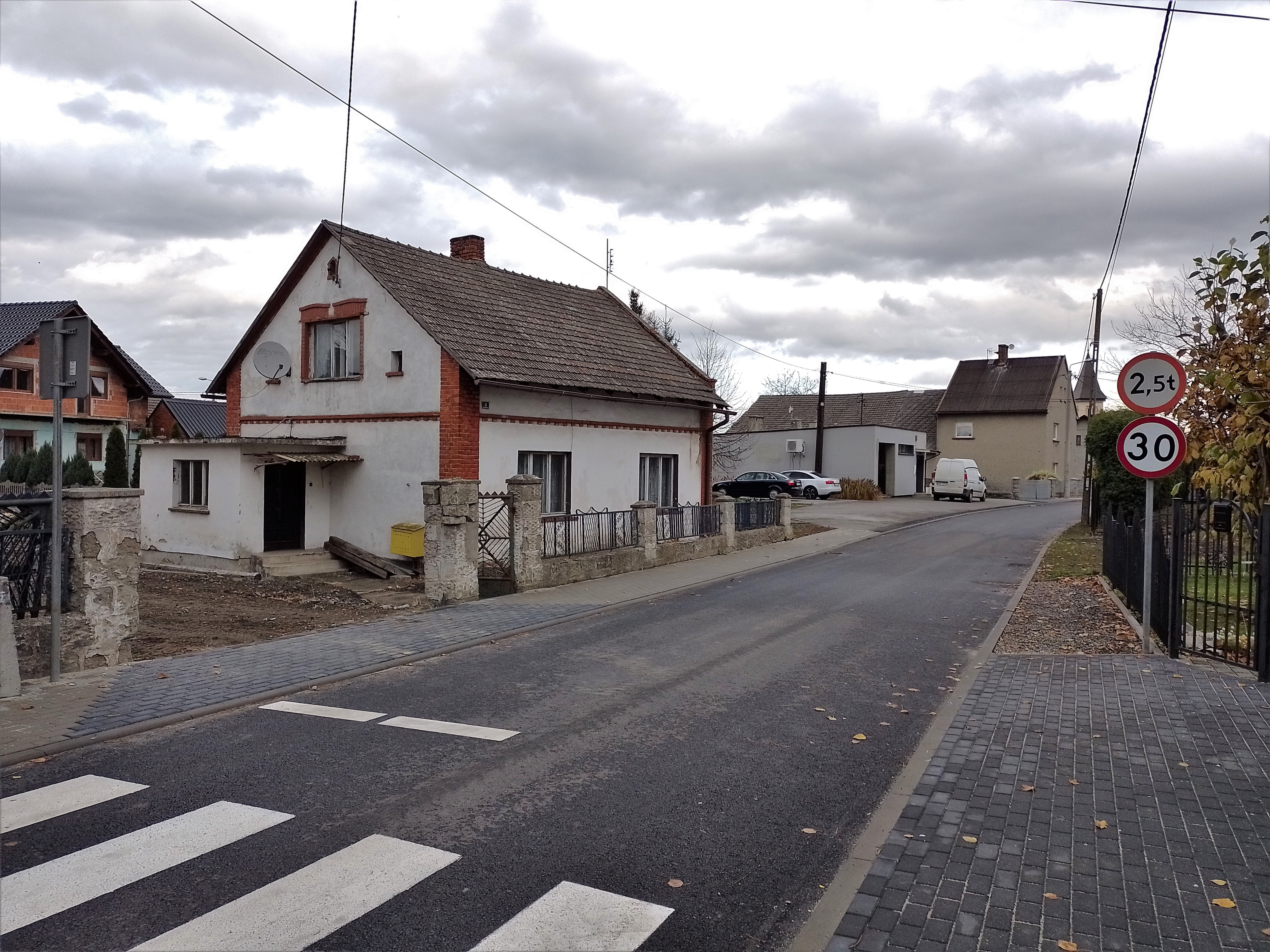
Pomnikowa-Straße im Dorfzentrum

Roszków liegt vier Kilometer südöstlich vom Gemeindesitz Krzyżanowice (Kreuzenort), 13 Kilometer südöstlich von der Kreisstadt Racibórz (Ratibor) und 59 Kilometer südwestlich von der Woiwodschaftshauptstadt Kattowitz.
Der Ort befindet sich in direkter Nähe zur Grenze mit der Tschechischen Republik.

## Geschichte
Der Ort entstand spätestens im 13. Jahrhundert. Am 25. Juli 1264 wurde er in einem Dokument aus Rauden erstmals urkundlich als „Roscochove“ erwähnt.
Auf einer Karte des Herzogtums Teschen aus dem Jahr 1736 von Johann-Wolfgang Wieland war der Ort als Roschkau eingetragen. Der Ort wurde 1784 im Buch Beytrage zur Beschreibung von Schlesien als Roschkau erwähnt, gehörte einem Fürsten von Lichnowsky und lag im Fürstentum Ratibor. Damals hatte er ein Vorwerk, 17 Bauern, zwölf Gärtner und zwei Häusler. 1865 bestand Roschkau aus einem Rittergut und einem Dorf. Zum Gut gehörte das Vorwerk Neuhof. Der Ort hatte zu diesem Zeitpunkt 14 Bauernhöfe, zwei Halbbauern, vier Viertelbauern, zehn Gärtner, zwei Halbgärtner und neun Angerhäusler, sowie einen Kretschmer (Gastwirt). Kirche und Schule befanden sich in Kreuzenort.
Bei der Volksabstimmung in Oberschlesien am 20. März 1921 stimmten vor Ort 175 Wahlberechtigte für einen Verbleib Oberschlesiens bei Deutschland und 146 für eine Zugehörigkeit zu Polen. Auf dem Gut stimmten 85 für Deutschland und 18 für Polen. Roschkau verblieb nach der Teilung Oberschlesiens beim Deutschen Reich. Bis 1945 befand sich der Ort im Landkreis Ratibor.
1945 kam der bis dahin deutsche Ort unter polnische Verwaltung und wurde anschließend der Woiwodschaft Schlesien angeschlossen und ins polnische Roszków umbenannt. 1950 kam der Ort zur Woiwodschaft Oppeln. 1975 kam der Ort zur Woiwodschaft Kattowitz. 1999 kam der Ort zum wiedergegründeten Powiat Raciborski und zur Woiwodschaft Schlesien.

## Bauwerke und Denkmale
- Die römisch-katholische Herz-Jesu-Kirche, erbaut von 1881 bis 1883 als Kapelle im neogotischen Stil. Vergrößerung zur Kirche im Jahr 1956.[6][7]
- Wegkreuz mit Jesusfigur und Marienfigur aus dem Jahr 1857 mit der deutschen Inschrift „Errichtet von der Gemeinde Roschkau 1857“.
- Wegkreuz mit Jesusfigur und Marienfigur mit der deutschen Inschrift „Gelobt sei Jesus Christus“
- Wegkreuz mit Jesusfigur und Marienfigur und dem Auge der Vorsehung
- Denkmal für die Gefallenen des Ersten Weltkriegs und den gefallenen Aufständischen von 1921
- Geschützte Schwarzpappel